# Беатриче Ченчи (фильм, 1956)
«Беатриче Ченчи» (итал. Beatrice Cenci) — итальянско-французская историческая драма 1956 года, поставленная режиссером Риккардо Фреда с Мишлин Прель и Джино Черви в главных ролях. Является первым фильмом режиссера, снятым в широкоэкранном формате. Рассказывает историю итальянской дворянки XVI века Беатриче Ченчи.

## Сюжет
В 1598 году в расследовании смерти Франческо Ченчи участвует его сын Джакомо, любовник своей мачехи Лукреции. Для того, чтобы защитить Лукрецию, в преступлении обвиняется Олимпио Кальветти, слуга Франческо, который помогал Беатриче Ченчи в убийстве. Беатриче тоже обвиняет Олимпио в убийстве, но всё равно оказывается приговорена к смертной казни.